# Belogorsk (Amur)
Belogorsk (del ruso: Белого́рск) es una ciudad rusa del óblast de Amur ubicada sobre el río Tom, afluente del Zeya a 108 km al nordeste de Blagovéshchensk.

## Historia
En 1860 se fundó la localidad de Alexandrovskoie como selo por colonos de la Rusia europea. En 1893 construyeron el pueblo de Bochkarevka cercano a este primero. Con la construcción de la estación del ferrocarril Transiberiano en 1913 las localidades fueron creciendo hasta que en 1923 se juntaron y formaron Alexandrovsk. Tres años después alcanzaría el estatus de ciudad. En 1931 fue renombrada como Krasnopartizansk hasta 1936 cuando pasó a llamarse Kuybyshevka Vostochnaya hasta que en 1957 fue cambiado por el nombre actual.

## Demografía
| Gráfica de evolución de Belogorsk entre 1931 y 2018 |
|                                                     |

## Estatus administrativo y municipal
Belogorsk es el centro administrativo del Distrito de Belogorsky, aunque no forma parte de él. Administrativamente está incorporado junto a otra localidad como okrug urbano de Belogorsk con el mismo estatus que los demás distritos.

## Personalidades
- Serguei Chujrai (1955), deportista ruso (piragüismo).